# Morti nel 1877
| Questa pagina contiene informazioni ricavate automaticamente dalle voci biografiche con l'ausilio del template Bio e di un bot. L'aggiornamento è periodico e automatico e ricostruisce completamente la pagina. Se manca una persona in questa lista, sei pregato di non aggiungerla, ma accertati piuttosto che la sua voce biografica contenga il template Bio e che i dati anagrafici siano correttamente compilati. Se il template Bio manca, inseriscilo tu stesso o, in alternativa, metti l'avviso {{tmp\|Bio}} che ne segnala la mancanza. Se i dati riportati sono sbagliati, correggi direttamente la voce biografica; le modifiche saranno visibili in questa lista entro pochi giorni. Per chiarimenti vedi il progetto biografie. La lista contiene solo le 335 persone che sono citate nell'enciclopedia e per le quali è stato implementato correttamente il template Bio. Pagina aggiornata al 10 ago 2025. |

## Gennaio(28)
- 1º gennaio - Karl von Urban, militare austriaco (n. 1802)
- 2 gennaio - Alexander Bain, inventore e ingegnere scozzese (n. 1810)
- 2 gennaio - Filippo Corridi, matematico, scienziato e pedagogista italiano (n. 1806)
- 4 gennaio - Pietro Manodori, politico e banchiere italiano (n. 1817)
- 4 gennaio - Cornelius Vanderbilt, imprenditore statunitense (n. 1794)
- 5 gennaio - Pellegrino Canestri-Trotti, politico italiano (n. 1801)
- 5 gennaio - Giuseppe Fanelli, patriota, politico e anarchico italiano (n. 1827)
- 5 gennaio - Carl Timoleon von Neff, pittore estone (n. 1804)
- 7 gennaio - Michele Amari, politico e patriota italiano (n. 1803)
- 9 gennaio - Aleksandr Pavlovič Brjullov, architetto e pittore russo (n. 1798)
- 10 gennaio - Édouard Cibot, pittore francese (n. 1799)
- 10 gennaio - Pietro Magni, scultore e docente italiano (n. 1816)
- 11 gennaio - Pietro Romani, compositore italiano (n. 1791)
- 12 gennaio - François Buloz, regista teatrale, scrittore e editore francese (n. 1803)
- 12 gennaio - Wilhelm Hofmeister, botanico e biologo tedesco (n. 1824)
- 13 gennaio - Luigi Passerini Orsini de' Rilli, nobile, genealogista e storico italiano (n. 1816)
- 14 gennaio - Giorgio Ciani, incisore italiano (n. 1812)
- 14 gennaio - Luigi Moratti, patriota e militare italiano (n. 1818)
- 18 gennaio - Maria di Sassonia-Weimar-Eisenach, nobile tedesca (n. 1808)
- 20 gennaio - Augusto de Gori Pannillini, imprenditore e politico italiano (n. 1820)
- 22 gennaio - Giuseppe De Notaris, botanico italiano (n. 1805)
- 23 gennaio - Filippo Brignone, generale e politico italiano (n. 1812)
- 24 gennaio - Antonio Garbiglietti, medico, entomologo e antropologo italiano (n. 1807)
- 26 gennaio - Romualdo Trigona, principe di Sant'Elia, nobile e politico italiano (n. 1809)
- 27 gennaio - Eugenio di Württemberg, ufficiale tedesco (n. 1846)
- 27 gennaio - Caroline Massin, bibliotecaria francese (n. 1802)
- 30 gennaio - Enrico Besana, patriota e politico italiano (n. 1813)
- 30 gennaio - François Briatte, politico svizzero (n. 1805)

## Febbraio(17)
- 2 febbraio - Bernardo Pallastrelli, storico, archeologo e numismatico italiano (n. 1807)
- 3 febbraio - Paolo Emilio Imbriani, giurista, politico e poeta italiano (n. 1808)
- 5 febbraio - Carl Vilhelm August Strandberg, scrittore svedese (n. 1818)
- 8 febbraio - Charles Wilkes, esploratore statunitense (n. 1798)
- 12 febbraio - Brigida Fava Ghisilieri, politica italiana (n. 1802)
- 14 febbraio - Nicolas Changarnier, militare francese (n. 1793)
- 15 febbraio - Giovanni Salomone, pittore italiano (n. 1806)
- 17 febbraio - Giuseppe Beghelli, scrittore e giornalista italiano (n. 1847)
- 17 febbraio - Benedetto Fabre, politico italiano (n. 1809)
- 17 febbraio - Salomon Hermann Mosenthal, drammaturgo, scrittore e librettista tedesco (n. 1821)
- 21 febbraio - John Oxenford, drammaturgo, traduttore e librettista inglese (n. 1812)
- 22 febbraio - George Gordon-Lennox, politico inglese (n. 1829)
- 23 febbraio - Nguyễn Phúc Hồng Y, principe vietnamita (n. 1833)
- 23 febbraio - Thomas Talbot Bury, architetto, litografo e incisore inglese (n. 1809)
- 25 febbraio - Jang Bahadur Rana, generale e politico nepalese (n. 1817)
- 27 febbraio - James Anderson, pittore e fotografo britannico (n. 1813)
- 27 febbraio - Joseph Johnson, politico statunitense (n. 1785)

## Marzo(28)
- 1º marzo - Costantino Dall'Argine, compositore e direttore d'orchestra italiano (n. 1842)
- 1º marzo - Jack McCall, pistolero statunitense
- 1º marzo - Antoni Patek, orologiaio e imprenditore polacco (n. 1811)
- 2 marzo - Antonio Panunzi, medico, ginecologo e chirurgo italiano (n. 1806)
- 3 marzo - Henry-Bonaventure Monnier, drammaturgo, illustratore e attore teatrale francese (n. 1799)
- 4 marzo - Francesco Antonelli, militare italiano (n. 1803)
- 4 marzo - Carlo Baudi di Vesme, giurista, letterato e politico italiano (n. 1809)
- 4 marzo - Placida Viel, religiosa francese (n. 1815)
- 6 marzo - Joseph Autran, poeta e drammaturgo francese (n. 1813)
- 6 marzo - Johann Jacoby, politico tedesco (n. 1805)
- 12 marzo - Paolo Panceri, zoologo e anatomista italiano (n. 1833)
- 12 marzo - Filippo Ugoni, politico italiano (n. 1794)
- 14 marzo - Juan Manuel de Rosas, militare argentino (n. 1793)
- 15 marzo - Innocenzo Manzetti, scienziato e inventore italiano (n. 1826)
- 16 marzo - John Bede Polding, arcivescovo cattolico britannico (n. 1794)
- 18 marzo - Edward Belcher, ammiraglio e esploratore britannico (n. 1799)
- 18 marzo - Francesco Ponte, imprenditore italiano (n. 1785)
- 20 marzo - Carlo d'Assia, principe (n. 1809)
- 22 marzo - Cesidio Bonanni d'Ocre, giudice e politico italiano (n. 1793)
- 23 marzo - Caroline Unger, contralto austriaca (n. 1803)
- 24 marzo - Walter Bagehot, giornalista britannico (n. 1826)
- 24 marzo - Léon Belly, pittore francese (n. 1827)
- 26 marzo - Mariano d'Ayala, militare, politico e scrittore italiano (n. 1808)
- 26 marzo - Jozef Kozáček, presbitero e attivista slovacco (n. 1807)
- 27 marzo - Francesco Conelli de' Prosperi, politico italiano (n. 1801)
- 28 marzo - Vincenzo Fioravanti, compositore italiano (n. 1799)
- 29 marzo - Alexander Carl Heinrich Braun, botanico tedesco (n. 1805)
- 31 marzo - Antoine Augustin Cournot, filosofo, matematico e economista francese (n. 1801)

## Aprile(29)
- 2 aprile - Charles-François Knébel, pittore svizzero (n. 1810)
- 3 aprile - Charles Henry Spencer-Churchill, militare britannico (n. 1828)
- 5 aprile - Bohuš Nosák Nezabudov, scrittore, giornalista e pastore protestante slovacco (n. 1818)
- 6 aprile - Giuseppe Vandoni, architetto italiano (n. 1828)
- 7 aprile - Fernán Caballero, scrittrice spagnola (n. 1796)
- 7 aprile - Giandomenico Nardo, naturalista italiano (n. 1802)
- 7 aprile - Errico Petrella, compositore italiano (n. 1813)
- 9 aprile - William Gossage, chimico inglese (n. 1799)
- 10 aprile - Pierre Bataillon, missionario e vescovo cattolico francese (n. 1810)
- 11 aprile - Eugène-André Oudiné, scultore e medaglista francese (n. 1810)
- 11 aprile - Ardingo Trotti, generale italiano (n. 1797)
- 12 aprile - Juan Bautista Gill, politico paraguaiano (n. 1840)
- 12 aprile - Giovanni Orlandini, editore, militare e patriota italiano (n. 1804)
- 17 aprile - Charles-Marie Saisson, monaco cristiano e presbitero francese (n. 1806)
- 17 aprile - Giacinto Salvi, politico italiano (n. 1808)
- 17 aprile - David Spence, militare inglese (n. 1818)
- 17 aprile - Julius Springer, imprenditore e editore tedesco (n. 1817)
- 18 aprile - Franz Hanfstaengl, pittore, litografo e fotografo tedesco (n. 1804)
- 18 aprile - Pietro Strada, medico e politico italiano (n. 1812)
- 20 aprile - Ignazio Cantù, saggista italiano (n. 1810)
- 20 aprile - William Mundy, politico inglese (n. 1801)
- 21 aprile - Luigi Vannicelli Casoni, cardinale e arcivescovo cattolico italiano (n. 1801)
- 21 aprile - Alfred Wilhelm Volkmann, fisiologo e filosofo tedesco (n. 1801)
- 22 aprile - August Wilhelm Zumpt, filologo classico e epigrafista tedesco (n. 1815)
- 24 aprile - Lorenzo Ranco, politico italiano (n. 1813)
- 26 aprile - Louise Bertin, compositrice e poetessa francese (n. 1805)
- 26 aprile - Antonio Corazzi, architetto italiano (n. 1792)
- 28 aprile - Giuseppe Luigi Trevisanato, cardinale e patriarca cattolico italiano (n. 1801)
- 30 aprile - Franz Heinrich Zitz, politico, rivoluzionario e avvocato tedesco (n. 1803)

## Maggio(23)
- 2 maggio - Euplio Reina, medico e chirurgo italiano (n. 1806)
- 4 maggio - Jules Étienne Marie Forgeot, generale francese (n. 1809)
- 6 maggio - Viliam Pauliny-Tóth, patriota, poeta e saggista slovacco (n. 1826)
- 6 maggio - Pëtr Petrovič Lanskoj, generale russo (n. 1799)
- 6 maggio - Johan Ludvig Runeberg, prete, poeta e scrittore finlandese (n. 1804)
- 7 maggio - Cervo Zoppo, condottiero nativo americano
- 7 maggio - John Kenrick, storico e traduttore inglese (n. 1788)
- 7 maggio - Pasquale Loschiavo, politico italiano (n. 1811)
- 9 maggio - Federico Manassero, generale italiano (n. 1818)
- 10 maggio - Sigismondo Chigi Albani della Rovere, VI principe di Farnese, principe italiano (n. 1798)
- 11 maggio - Charles Chetwynd-Talbot, XIX conte di Shrewsbury, politico inglese (n. 1830)
- 12 maggio - Giuseppe Badoni, imprenditore italiano (n. 1807)
- 13 maggio - Ernest Picard, politico francese (n. 1821)
- 14 maggio - Salvatore Pes, marchese di Villamarina, diplomatico e politico italiano (n. 1808)
- 17 maggio - Gaetano Diamente, poeta italiano (n. 1821)
- 18 maggio - Antonio Arrivabene, politico italiano (n. 1801)
- 18 maggio - Date Munehiro, scrittore e storico giapponese (n. 1802)
- 19 maggio - Giuseppe Bacco, politico italiano (n. 1821)
- 25 maggio - Richard Hawes, politico statunitense (n. 1797)
- 26 maggio - Giovanni Maria Finazzi, storico e presbitero italiano (n. 1802)
- 29 maggio - Enrico Mayer, pedagogista e scrittore italiano (n. 1802)
- 29 maggio - Yakub Beg (n. 1820)
- 31 maggio - Nikolaj Platonovič Ogarëv, poeta e politico russo (n. 1813)

## Giugno(29)
- 1º giugno - Gustav Woldemar Focke, biologo, medico e botanico tedesco (n. 1810)
- 3 giugno - Ludwig von Köchel, musicologo austriaco (n. 1800)
- 3 giugno - Eugène-Louis Lequesne, scultore francese (n. 1815)
- 3 giugno - Sofia di Württemberg, sovrana olandese (n. 1818)
- 4 giugno - Erich Correns, pittore tedesco (n. 1821)
- 4 giugno - Carlo Didimi, pallonista italiano (n. 1798)
- 4 giugno - Carlo Livi, fisiologo e psichiatra italiano (n. 1823)
- 10 giugno - Antonio Caimo Dragoni, politico italiano (n. 1801)
- 11 giugno - Luigi Castellani Fantoni, politico italiano (n. 1821)
- 12 giugno - Nicola Longo, medico e patriota italiano (n. 1789)
- 13 giugno - Cesare Ciardi, flautista e compositore italiano (n. 1818)
- 13 giugno - Luigi III d'Assia, sovrano tedesco (n. 1806)
- 13 giugno - Jean-Jacques Pillot, rivoluzionario e scrittore francese (n. 1808)
- 14 giugno - Mary Carpenter, filantropa e educatrice britannica (n. 1807)
- 16 giugno - Giuseppe Stara, magistrato e politico italiano (n. 1795)
- 17 giugno - John Stevens Cabot Abbott, scrittore e storico statunitense (n. 1805)
- 17 giugno - Giovanni Francesco Boccaccini, pittore e decoratore italiano (n. 1786)
- 21 giugno - Ali di Johor, sovrano malese (n. 1824)
- 21 giugno - Nathaniel Palmer, navigatore e esploratore statunitense (n. 1799)
- 23 giugno - Emmanuel Le Maout, naturalista e ornitologo francese (n. 1799)
- 23 giugno - Giuseppe Piacentini, avvocato e politico italiano (n. 1803)
- 24 giugno - Odoardo Fantacchiotti, scultore italiano (n. 1811)
- 24 giugno - Robert Dale Owen, politico e diplomatico statunitense (n. 1801)
- 25 giugno - Louis Alexis Beaudemoulin, ingegnere francese (n. 1790)
- 28 giugno - Giovan Carlo Baratta, scultore italiano (n. 1790)
- 29 giugno - Clorinda Corradi, contralto italiano (n. 1804)
- 29 giugno - Eugène Razoua, militare, politico e scrittore francese (n. 1830)
- 29 giugno - Francesco Sulis, politico italiano (n. 1817)
- 30 giugno - Werner VIII von Alvensleben, politico prussiano (n. 1802)

## Luglio(22)
- 5 luglio - Francesco Donati, religioso, poeta e critico letterario italiano (n. 1821)
- 5 luglio - François Louis Parisel, medico francese (n. 1841)
- 6 luglio - Friedrich Wilhelm Hackländer, scrittore tedesco (n. 1816)
- 7 luglio - Vincenzo Giordano Zocchi, scrittore italiano (n. 1842)
- 7 luglio - Nicola Rocco, giurista italiano (n. 1811)
- 8 luglio - Filippo de Angelis, cardinale e arcivescovo cattolico italiano (n. 1792)
- 12 luglio - Jean-Baptiste Pitois, letterato e esoterista francese (n. 1811)
- 13 luglio - Wilhelm Emmanuel von Ketteler, vescovo cattolico, teologo e politico tedesco (n. 1811)
- 16 luglio - Adolphe Laferrière, attore teatrale francese (n. 1806)
- 18 luglio - Alexander von Frantzius, medico e naturalista tedesco (n. 1821)
- 20 luglio - Federico Errázuriz Zañartu, avvocato e politico cileno (n. 1825)
- 20 luglio - Hamengkubuwono VI, sovrano indonesiano (n. 1821)
- 21 luglio - Giovanni Carlo Conestabile della Staffa, archeologo italiano (n. 1824)
- 21 luglio - John Frost, rivoluzionario britannico (n. 1784)
- 22 luglio - Hugh Algernon Weddell, botanico e medico britannico (n. 1819)
- 24 luglio - Christophe Michel Roguet, generale e politico francese (n. 1800)
- 26 luglio - Giovanni Jauch, avvocato, editore e politico svizzero (n. 1806)
- 26 luglio - Giovanni Santini, astronomo, matematico e scienziato italiano (n. 1787)
- 27 luglio - François Blanc, imprenditore, scrittore e mecenate francese (n. 1806)
- 27 luglio - Silvestro La Farina, patriota e politico italiano (n. 1811)
- 27 luglio - Napoleon Suchet, politico, militare e nobile francese (n. 1813)
- 28 luglio - Filippo Schizzati, politico e magistrato italiano (n. 1784)

## Agosto(26)
- 4 agosto - Karl Friedrich von Steinmetz, generale tedesco (n. 1796)
- 5 agosto - Giuseppe Curci, compositore e direttore d'orchestra italiano (n. 1808)
- 5 agosto - Gustavo di Vasa, principe svedese (n. 1799)
- 5 agosto - Luigi Legnani, chitarrista e compositore italiano (n. 1790)
- 7 agosto - Virginia Gabriel, cantante e compositrice britannica (n. 1825)
- 7 agosto - Paul-Mathieu Laurent, storico e avvocato francese (n. 1793)
- 8 agosto - William Lovett, politico britannico (n. 1800)
- 9 agosto - Adolph Albrecht Erlenmeyer, psichiatra e medico tedesco (n. 1822)
- 9 agosto - Constantin von Briesen, politico prussiano (n. 1821)
- 15 agosto - Luigi Asioli, pittore italiano (n. 1817)
- 15 agosto - John Peter Gassiot, imprenditore britannico (n. 1797)
- 15 agosto - Celso Marzucchi, giurista e politico italiano (n. 1800)
- 16 agosto - Henri Conneau, medico, chirurgo e politico francese (n. 1803)
- 18 agosto - Giuseppe Bruni, architetto e ingegnere italiano (n. 1827)
- 18 agosto - Christian Lechler, farmacista e imprenditore tedesco (n. 1820)
- 19 agosto - Luigi Crisostomo Ferrucci, bibliotecario e scrittore italiano (n. 1797)
- 19 agosto - Luigi Martini, presbitero italiano (n. 1803)
- 20 agosto - Gabriele Capello, ebanista italiano (n. 1806)
- 26 agosto - Giuseppe Andrea Bizzarri, cardinale e arcivescovo cattolico italiano (n. 1802)
- 26 agosto - Raphael Semmes, ammiraglio statunitense (n. 1809)
- 27 agosto - Giuseppe Griffoli, diplomatico italiano (n. 1792)
- 27 agosto - Luigi Maria de Marinis, arcivescovo cattolico italiano (n. 1809)
- 28 agosto - Luigi Fontana, architetto svizzero (n. 1812)
- 28 agosto - Marie-Azélie Guérin Martin, francese (n. 1831)
- 29 agosto - Brigham Young, religioso statunitense (n. 1801)
- 31 agosto - Francesco Mosso, pittore italiano (n. 1848)

## Settembre(35)
- 1º settembre - Giovanni Codazza, ingegnere, fisico e matematico italiano (n. 1816)
- 2 settembre - Konstantinos Kanaris, ammiraglio e politico greco (n. 1790)
- 2 settembre - Chikako, principessa Kazu, principessa giapponese (n. 1846)
- 3 settembre - Adolphe Thiers, politico, storico e avvocato francese (n. 1797)
- 5 settembre - Cavallo Pazzo, condottiero nativo americano
- 6 settembre - Carl Johan Tornberg, orientalista svedese (n. 1807)
- 7 settembre - Bonaventura Atanasio, vescovo cattolico italiano (n. 1807)
- 8 settembre - Leopoldo Cannavina, politico italiano (n. 1810)
- 8 settembre - Joseph Napoléon Sébastien Sarda Garriga, funzionario francese (n. 1808)
- 8 settembre - Dominique Peyramale, presbitero francese (n. 1811)
- 9 settembre - Carl Wilhelm Heine, chirurgo tedesco (n. 1838)
- 9 settembre - Filippo Parlatore, botanico italiano (n. 1816)
- 10 settembre - Gioacchino Rasponi, politico e patriota italiano (n. 1829)
- 12 settembre - Julius Rietz, compositore e direttore d'orchestra tedesco (n. 1812)
- 13 settembre - Alexandre Herculano, scrittore e giornalista portoghese (n. 1810)
- 13 settembre - Maria Anna di Baviera, principessa (n. 1805)
- 15 settembre - Ponziano Ponzano, scultore spagnolo (n. 1813)
- 16 settembre - Giovanni Notta, politico italiano (n. 1807)
- 16 settembre - Marcin Zaleski, pittore polacco (n. 1796)
- 17 settembre - Pomare IV, regina (n. 1813)
- 17 settembre - William Fox Talbot, inventore e fotografo inglese (n. 1800)
- 18 settembre - Antoine Bovy, medaglista svizzero
- 20 settembre - Giuseppe Antonacci, politico italiano (n. 1810)
- 23 settembre - Francesca D'Adda, compositrice italiana (n. 1794)
- 23 settembre - Urbain Le Verrier, matematico e astronomo francese (n. 1811)
- 23 settembre - Russell Thacher Trall, medico statunitense (n. 1812)
- 24 settembre - Sebastiano Bedolo, patriota italiano (n. 1799)
- 24 settembre - Beppu Shinsuke, militare giapponese (n. 1847)
- 24 settembre - Kirino Toshiaki, generale giapponese (n. 1838)
- 24 settembre - Ercole Oldofredi Tadini, politico italiano (n. 1810)
- 24 settembre - Saigō Takamori, militare giapponese (n. 1828)
- 25 settembre - Carl Reinhold August Wunderlich, medico e psichiatra tedesco (n. 1815)
- 26 settembre - Hermann Günther Grassmann, matematico e linguista tedesco (n. 1809)
- 27 settembre - Bartolomeo Cini, politico e imprenditore italiano (n. 1809)
- 29 settembre - Sisto Riario Sforza, cardinale e arcivescovo cattolico italiano (n. 1810)

## Ottobre(28)
- 2 ottobre - Erwin von Bary, esploratore tedesco (n. 1846)
- 2 ottobre - Ludwig Karl Georg Pfeiffer, botanico e patologo tedesco (n. 1805)
- 3 ottobre - James Roosevelt Bayley, arcivescovo cattolico statunitense (n. 1814)
- 3 ottobre - Rómulo Díaz de la Vega, politico messicano (n. 1800)
- 3 ottobre - Thérèse Tietjens, soprano tedesco (n. 1831)
- 5 ottobre - Looking Glass, nativo americano (n. 1832)
- 7 ottobre - Edward Eliot, III conte di St. Germans, diplomatico e politico inglese (n. 1798)
- 8 ottobre - Tommaso Rinaldi, orafo italiano (n. 1814)
- 10 ottobre - Johann Georg Baiter, filologo classico svizzero (n. 1801)
- 12 ottobre - Giovanni Maurizio De Andreis, politico italiano (n. 1808)
- 13 ottobre - William Railton, architetto inglese (n. 1800)
- 13 ottobre - Antonio Scialoja, economista e politico italiano (n. 1817)
- 14 ottobre - Giovanni Adorni, letterato, scrittore e storico italiano (n. 1806)
- 15 ottobre - Giovan Battista Castellani, avvocato, giurista e politico italiano (n. 1820)
- 16 ottobre - Théodore Barrière, attore teatrale, drammaturgo e scrittore francese (n. 1823)
- 16 ottobre - Joannes Zwijsen, arcivescovo cattolico olandese (n. 1794)
- 18 ottobre - Annibale Capalti, cardinale italiano (n. 1811)
- 22 ottobre - Wenzel von Linhart, chirurgo austriaco (n. 1821)
- 23 ottobre - Alexandru Papiu-Ilarian, giurista, storico e politico romeno (n. 1827)
- 24 ottobre - Antonio Carra, magistrato, docente e politico italiano (n. 1807)
- 24 ottobre - Gregor Leonhard Andreas von Scherr, arcivescovo cattolico tedesco (n. 1804)
- 26 ottobre - Carl Ferdinand Becker, musicista, compositore e organista tedesco (n. 1804)
- 28 ottobre - Robert Swinhoe, biologo, ornitologo e zoologo inglese (n. 1836)
- 28 ottobre - Johann Ritter von Herbeck, compositore e direttore d'orchestra austriaco (n. 1831)
- 29 ottobre - Nathan Bedford Forrest, militare (n. 1821)
- 29 ottobre - Facundo Machaín, politico paraguaiano (n. 1845)
- 30 ottobre - Luigi Bianchis di Pomaretto, generale italiano (n. 1806)
- 30 ottobre - Feliks Nikolaevič Sumarokov-Ėl'ston, generale russo (n. 1820)

## Novembre(19)
- 1º novembre - Oliver P. Morton, politico statunitense (n. 1823)
- 2 novembre - Friedrich von Wrangel, generale tedesco (n. 1784)
- 4 novembre - Luigi Castellucci, architetto e ingegnere italiano (n. 1798)
- 6 novembre - Federico Fratini, patriota e politico italiano (n. 1828)
- 6 novembre - Michail Pavlovič Grabbe, generale russo (n. 1834)
- 7 novembre - Calvert Jones, matematico, pittore e fotografo gallese (n. 1804)
- 7 novembre - Francesco Ignazio Scodnik, generale italiano (n. 1804)
- 8 novembre - Amalia Augusta di Baviera, regina (n. 1801)
- 8 novembre - Antonio Cima, fisico italiano (n. 1812)
- 12 novembre - Paul-Antoine Cap, farmacologo e naturalista francese (n. 1788)
- 16 novembre - Karl Ludwig von Littrow, astronomo austriaco (n. 1811)
- 18 novembre - Teresa De Giuli-Borsi, soprano italiano (n. 1817)
- 20 novembre - Filippo Grandi, politico, avvocato e giurista italiano (n. 1792)
- 21 novembre - Francesco Serra, militare e politico italiano (n. 1801)
- 22 novembre - Gustaf Vilhelm Gumaelius, presbitero, scrittore e politico svedese (n. 1789)
- 24 novembre - Antonio Zanolini, politico italiano (n. 1791)
- 26 novembre - Stefano Agostini, biblista e patriota italiano (n. 1797)
- 27 novembre - Lucjan Siemieński, poeta, traduttore e critico letterario polacco (n. 1807)
- 28 novembre - Clemente de Caesaris, patriota e poeta italiano (n. 1810)

## Dicembre(23)
- 1º dicembre - Scipione Borghesi Bichi, imprenditore e politico italiano (n. 1801)
- 2 dicembre - Moritz von Bethmann, banchiere tedesco (n. 1811)
- 6 dicembre - Theodor Creizenach, storico della letteratura e poeta tedesco (n. 1818)
- 6 dicembre - Alexandre Glais-Bizoin, politico francese (n. 1800)
- 10 dicembre - Federico Ricci, compositore italiano (n. 1809)
- 12 dicembre - José de Alencar, politico e scrittore brasiliano (n. 1829)
- 13 dicembre - Ernest de Royer, politico e magistrato francese (n. 1808)
- 17 dicembre - Louis d'Aurelle de Paladines, generale francese (n. 1804)
- 17 dicembre - Giorgio Clerici, patriota, militare e nobile italiano (n. 1815)
- 17 dicembre - Lucien Jottrand, avvocato e politico belga (n. 1804)
- 18 dicembre - Philipp Veit, pittore e scrittore tedesco (n. 1793)
- 20 dicembre - Heinrich Daniel Ruhmkorff, fisico tedesco (n. 1803)
- 23 dicembre - Guglielmo Gribaldi Moffa di Lisio, militare e politico italiano (n. 1791)
- 25 dicembre - François Stanislas Crespin, generale francese (n. 1810)
- 26 dicembre - Aristide Boucicaut, imprenditore francese (n. 1810)
- 26 dicembre - Nathan Coombs, esploratore statunitense (n. 1826)
- 29 dicembre - Adolfo Alsina, politico argentino (n. 1829)
- 29 dicembre - Angelica Van Buren, first lady statunitense (n. 1818)
- 30 dicembre - Giuseppe Mengoni, architetto e ingegnere italiano (n. 1829)
- 31 dicembre - Adolphe Braun, fotografo francese (n. 1812)
- 31 dicembre - Gustave Courbet, pittore francese (n. 1819)
- 31 dicembre - Alberto Mazzucato, compositore e critico musicale italiano (n. 1813)
- 31 dicembre - Carlo Ricci Gariboldi, ciclista su strada italiano

## Senza giorno specificato(28)
- Charles Louis Acar, pittore belga (n. 1804)
- Luigi Agnini, avvocato e politico italiano (n. 1831)
- Eduard Agricola, pittore tedesco (n. 1800)
- Jean-Jacques Altmeyer, storico belga (n. 1804)
- Felice Bizzozero, italiano (n. 1799)
- Christian Peder Bianco Boeck, medico, naturalista e alpinista norvegese (n. 1798)
- Hermann Brockhaus, orientalista tedesco (n. 1806)
- Gennaro Calì, scultore e pittore italiano (n. 1799)
- Joseph Caventou, chimico francese (n. 1795)
- Carlo Chelli, scultore italiano (n. 1807)
- Cirillo II di Gerusalemme, arcivescovo ortodosso greco (n. 1792)
- Jean-Baptiste Duvergier, giurista francese (n. 1792)
- Alexander Gardner, viaggiatore, militare e mercenario statunitense (n. 1785)
- Mohan Lal Zutshi, viaggiatore, diplomatico e scrittore indiano (n. 1812)
- Ernst Lützelberger, teologo tedesco (n. 1802)
- Gaetano Magliano, militare italiano (n. 1822)
- Luigi Melegari, avvocato e patriota italiano (n. 1819)
- Emanuele Mollica, pittore italiano (n. 1820)
- Luigi Montabone, fotografo italiano
- Enrico Montucci, matematico, patriota e filosofo italiano (n. 1808)
- Caroline Norton, scrittrice britannica (n. 1808)
- Johann Christian Poggendorff, fisico tedesco (n. 1796)
- Karel Sabina, scrittore ceco (n. 1813)
- Giovanni Battista Sangiorgi, pittore italiano (n. 1784)
- Luigi Scozia di Calliano, generale italiano (n. 1802)
- Bonifacio Visconti d'Ornavasso, generale italiano (n. 1788)
- Suzanne Voilquin, scrittrice francese (n. 1801)
- Ernst Ludwig von Gerlach, politico tedesco (n. 1795)